# Умпкуа

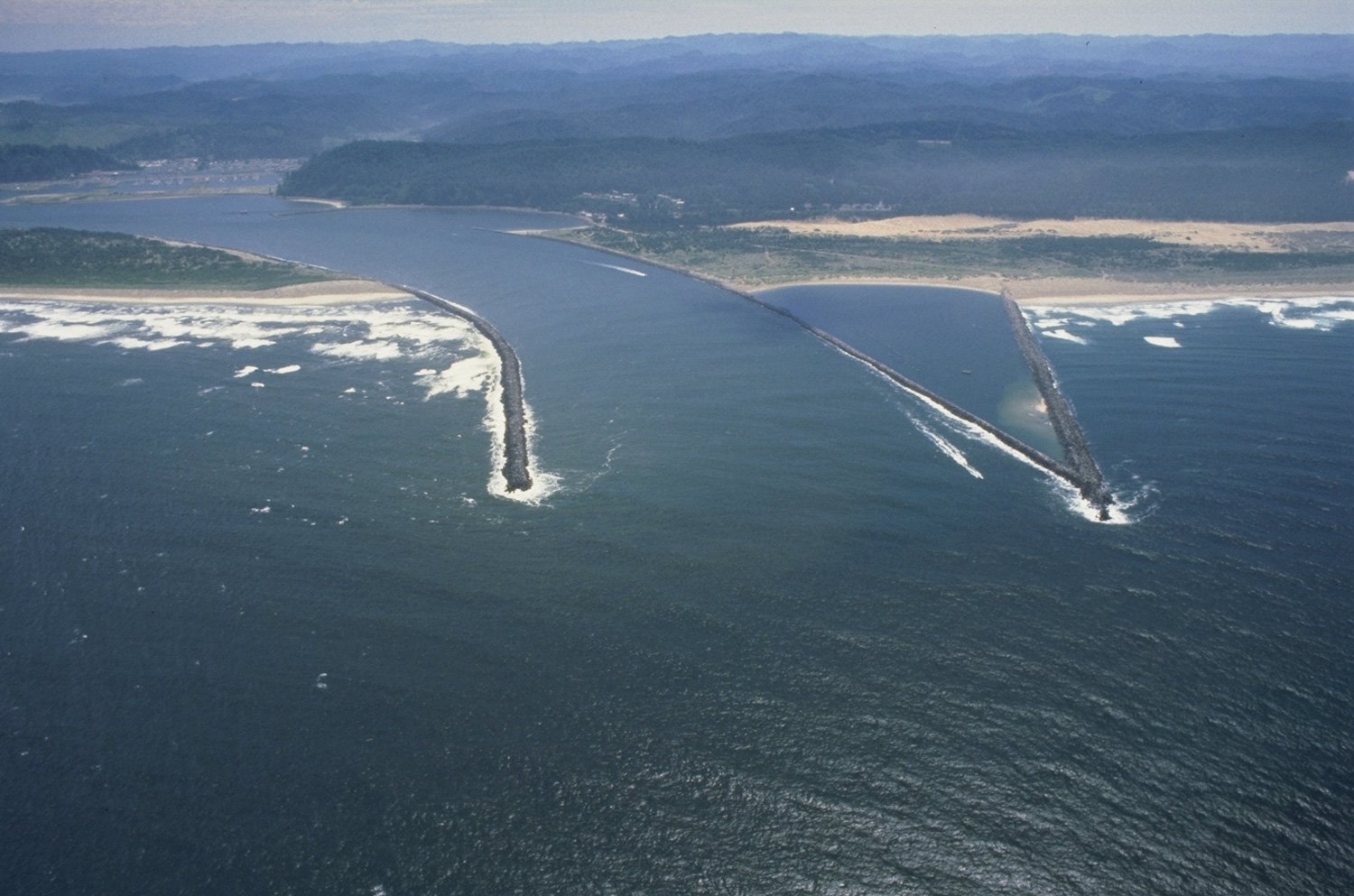
Гирло Умпкуї, Тихий океан біля Ридспорта.

Умпкуа, Умпква (англ. Umpqua) — річка на північному заході США, на заході третя за величиною річка штату Орегон, у межах округи Дуглас. Довжина 179 км.
Починається на сході Каскадних гір злукою Північної і Південної Умпкуа приблизно за 10 км на північний захід від Роузбурга. На півночі відділена від долини Вілламетт Калапуйським горами. Впадає у Вінчестерську затоку Тихого океану в районі міста Ридспорт, біля якого також впадає річка Сміт. Басейн річки називають «Сотні долин Умпкуї», він є інтенсивною промисловою зоною деревовидобувної промисловості з центром у Роузбурзі.

## Історія
У 19 сторіччі землі вздовж Умпкуї заселяли індіанці коквіл, одним з племен яких було умпкуа. 1855 року за Калапуйською угодою коквіли переселилися на Орегонське узбережжя. Тут мешкали верхні умпкуа, що говорили атабаською мовою.